# Bataille de Baltimore
Guerre de 1812
Batailles
- Bataille de l'île Mackinac (1812)
- Bataille de Fort Dearborn
- Bataille de Détroit
- Campagne du Niagara
- Bataille du moulin de Lacolle (1812)

- Bataille de Frenchtown
- Combat de la Shannon et de la Chesapeake
- Bataille de York
- Bataille de la rivière Thames
- Guerre Creek
- Bataille de la Châteauguay
- Bataille de la ferme Crysler

- Bataille de l'île Mackinac (1814)
- Incendie de Washington
- Bataille de Prairie du Chien
- Bataille de Baltimore

- Bataille de La Nouvelle-Orléans

La bataille de Baltimore est une bataille importante de la guerre de 1812. Elle opposa, entre le 12 septembre et le 15 septembre 1814, les armées du Royaume-Uni et des États-Unis. Elle se solda par une victoire américaine décisive qui repoussa l'attaque combinée (mer et terre) britannique sur Baltimore.
Le bombardement de Fort McHenry par le navire à roquettes HMS Erebus (en) fut l'inspiration du « reflet rouge des roquettes » qui a été immortalisé par Francis Scott Key dans The Star-Spangled Banner, l’hymne national des États-Unis.